# Ursula Kaufmann
Ursula Kaufmann (* 1946 in Essen) ist Tanz- und Theaterfotografin, bekannt unter anderem für ihre langjährige fotografische Begleitung der Choreografin Pina Bausch.

## Leben und Werk
Zunächst hatte Ursula Kaufmann eine Ausbildung zur Industriekauffrau absolviert.
Der Arbeit von Pina Bausch begegnete sie 1975 zum ersten Mal, als sie deren Choreografie Das Frühlingsopfer sah. Erstmals fotografierte sie das Tanztheater Wuppertal 1984. 25 Jahre lang begleitete Kaufmann Pina Bausch fotografisch, und auch nach deren Tod fotografiert sie die Wiederaufnahmen des Tanztheaters Wuppertal weiterhin. Für die Pariser Oper dokumentierte sie 2005 die neue Einstudierung von Bauschs Orphée et Eurydice mit Tänzerinnen und Tänzern der Opéra National de Paris. Kaufmanns über die Jahre entstandene umfangreiche Dokumentation der Arbeit von Pina Bausch wurde in zahlreichen Bildbänden veröffentlicht und in internationalen Ausstellungen gezeigt.
Seit 1988 fotografiert Kaufmann die Verleihungen des jedes Jahr vergebenen Deutschen Tanzpreises im Aalto-Theater Essen. Zudem fotografierte sie für verschiedene Festivals, Compagnien und Opernhäuser, so etwa seit deren Anfängen im Jahr 2002 regelmäßig für die Ruhrtriennale.
Mit ihren Bildern hielt sie, wie 2011 in einer Ausstellung gezeigt, nicht nur Stücke von Angie Hiesl, Reinhild Hoffmann, Alain Platel oder Ben J. Riepe fest, sondern auch Produktionen von Hans Werner Henze, Maurice Béjart, Boris Charmatz, Eszter Salamon, Gregor Zöllig, William Kentridge, Richard Siegal, Johan Simons, Achim Freyer, La Fura dels Baus, Henrietta Horn, Helge Letonja, Philipp Stölzl, Tina Jücker und Claus Overkamp, Jürgen Flimm, Kurt Jooss, Johann Kresnik, Bernd Schindowski, Jochen Ulrich, Yibu Dance und einer langen Reihe namhafter Bühnenschaffender mehr.
Kaufmanns Fotos wurden in vielen Zeitungen veröffentlicht, so in Le Monde, Le Figaro, der New York Times, El Pais, der Frankfurter Allgemeine Zeitung, Frankfurter Rundschau, Die Welt, Süddeutsche Zeitung, Rheinische Post, Stuttgarter Zeitung, Westdeutsche Allgemeine Zeitung (WAZ), Neue Ruhr Zeitung (NRZ), Die Zeit, Handelsblatt, Kölner Stadtanzeiger, Berliner Morgenpost und taz sowie in zahlreichen Fachmagazinen wie ballettanz, Tanzjournal, ballett intern, Die Deutsche Bühne oder Theater heute.
Seit 2004 bringt der DuMont-Kalenderverlag jedes Jahr einen neuen „Pina Bausch und das Tanztheater Wuppertal“-Fotokalender von Ursula Kaufmann heraus. Auf der Online-Plattform tanznetz.de unterhält Kaufmann einen Fotoblog.

## Buchveröffentlichungen (Auswahl)
- Nur du. Ursula Kaufmann fotografiert Pina Bausch und das Tanztheater Wuppertal. Müller + Busmann, Wuppertal 1998, ISBN 3-928766-34-1.
- Pina Bausch und das Tanztheater Wuppertal. Müller + Busmann, Wuppertal 2002, ISBN 3-928766-53-8.
- Getanzte Augenblicke: Ursula Kaufmann fotografiert Pina Bausch und das Tanztheater Wuppertal. Müller + Busmann, Wuppertal 2005, ISBN 3-928766-75-9.
- Pina Bausch und das Tanztheater Wuppertal. Mit Beiträgen von Gudrun Norbisrath, Jürgen Flimm, Ulrich Roehm, Marieluise Jeitschko, Malve Gradinger und Ursula Kaufmann. Edition Panorama, Mannheim 2012, ISBN 978-3-89823-451-1.

## Beiträge zu weiteren Publikationen (Auswahl)
- Jens Hinzmann, Michael Merschmeier (Red.): Tanztheater heute. Dreißig Jahre deutsche Tanzgeschichte. Zur gleichnamigen Ausstellung des Goethe-Instituts. Kallmeyer Seelze, Hannover 1997, ISBN 3-7800-0111-X.
- Tanzland Nordrhein-Westfalen: extra. NRW Landesbüro Tanz, Ministerium für Arbeit, Soziales und Stadtentwicklung, Kultur und Sport des Landes Nordrhein-Westfalen, 1999.
- Oliver Scheytt, Patricia Stöckemann, Michael Zimmermann (Hrsg.): Tanz-Lese: Eine Geschichte des Tanzes in Essen. Klartext-Verlag, Essen 2000, ISBN 3-88474-878-5.
- Gerd Willamowski, Dieter Nellen, Manfred Bourrée (Hrsg.): Ruhrstadt. Die andere Metropole. Ein Beitrag zum Projekt Historama Ruhr 2000. Klartext-Verlag, Essen 2000, ISBN 3-88474-895-5.
- Jochen Schmidt: Tanzgeschichte des 20. Jahrhunderts in einem Band. Mit 101 Choreografenporträts. Henschel Verlag, Berlin 2002, ISBN 3-89487-430-9.
- Jo Ann Endicott: Warten auf Pina. Aufzeichnungen einer Tänzerin. Henschel Verlag, Leipzig 2009, ISBN 978-3-89487-631-9.
- Lothar Schirmer (Hrsg.): Frauen sehen Frauen. Eine Bildgeschichte der Frauen-Photographie von Julia Margaret-Cameron bis Inez van Lamsweerde. Schirmer Mosel, München 2020, ISBN 978-3-8296-0900-5.

## Ausstellungen (Auswahl)
- 1995: Aalto-Theater Essen

3. Internationale Fototage. Herten '95.
- 1998: Theatermuseum der Landeshauptstadt, Düsseldorf

tanzhaus nrw, Düsseldorf
- 2004: Pixelprojekt – Ruhrgebiet, Wissenschaftspark Gelsenkirchen

Folkwang Hochschule, Essen
- 2005: Kunstpavillon der Stadt Essen

Kulturfabrik Heeder, Krefeld
- 2006: Goethe-Institut Kyoto, Japan

Alti-Theater Kyoto, Japan
- 2008: Getanzte Augenblicke. Brotfabrik Bonn

Tanz im Blick von Ursula Kaufmann. Galerie Werft 11, Rheinauhafen Köln
- 2009: Bewegte Augenblicke. artFabrik Kunstgalerie, Wuppertal
- 2010: Getanzte Augenblicke. PAN Kunstforum Niederrhein, Emmerich am Rhein

Getanzte Augenblicke – Pina Bausch in der Fotografie von Ursula Kaufmann. Cubus Kunsthalle Duisburg
Çiragan Palace Kempinski Istanbul Art Gallery, Istanbul „Kulturhauptstadt Europas“ 2010
- 2011: von innen nach außen – Bewegte Augenblicke. Ursula Kaufmann Tanzfotografie. Städtische Galerie im Park, Viersen[10]
- 2012: Goethe-Institute Rabat, Casablanca, Marrakesch
- 2018: Getanzte Momente. ALLDIEKUNST, Kunsthaus Langenberg e.V., Velbert-Langenberg
- 2020: Pina Bausch et son Tanztheater vu par Ursula Kaufmann. Goethe-Institut Bordeaux[11]

„Nelken“. Pina Bausch gesehen von Ursula Kaufmann. Goethe-Institut Montreal, Kanada
- 2020/21: Pina Bausch par Ursula Kaufmann. Institut Heinrich Mann, Parvis Espace Culturel, Pau, Frankreich[13]
- 2022: Getanzte Augenblicke. Pina Bausch fotografiert von Ursula Kaufmann. Stadthaus Ulm[14]
- 2024: Ursula Kaufmann. Pina Bausch. Städtische Galerie Schloß Borbeck, Essen[15]